# Smoljanská oblast
Smoljanská oblast (bulharsky Област Смолян) je jedna z oblastí Bulharska. Leží v jeho jižní části podél hranice s Řeckem a jejím správním střediskem je město Smoljan.

## Geografie
Oblast se rozkládá převážně v pohoří Rodopy na horních tocích řek Arda, Văča a Čepelarska reka.

## Obštiny
Oblast se administrativně dělí na 10 obštin.

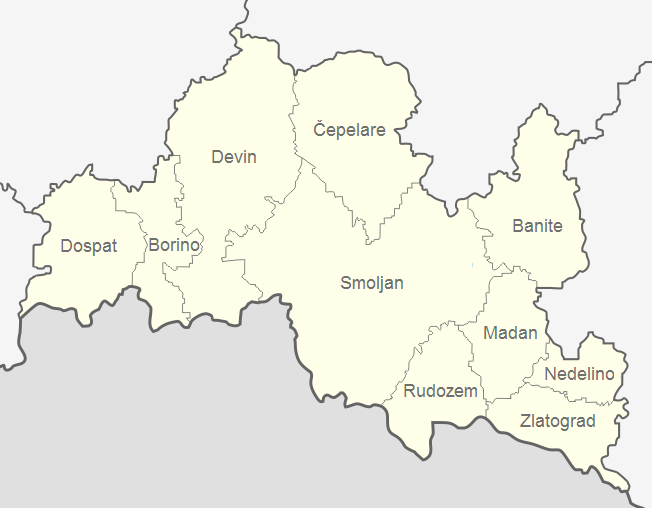
Smoljanská oblast

| Obština - Banite - Borino - Čepelare - Devin - Dospat - Madan - Nedelino - Rudozem - Smoljan - Zlatograd | Sídlo - Banite - Borino - Čepelare - Devin - Dospat - Madan - Nedelino - Rudozem - Smoljan - Zlatograd |

## Města
Správním střediskem oblasti je Smoljan, kromě sídelních měst jednotlivých obštin, přičemž Banite a Borino městy nejsou, se zde žádná města nenacházejí.

## Obyvatelstvo
K 15. září 2024 v oblasti žilo 103 056 obyvatel a bylo zde trvale hlášeno 111 332 obyvatel. Podle sčítání 7. září 2021 bylo národnostní složení následující:
- Bulhaři: 86 818 (92.2 %)
- Turci: 3 049 (3.2 %)
- Romové: 483 (0.5 %)
- ostatní[p 2]: 3 825 (4.1 %)